# Michael Chacón Ibargüen
Michael Steven Chacón (Palmira, Colombia, 11 de abril de 1994) es un futbolista profesional colombiano que juega como centrocampista en el HB Køge de la Primera División de Dinamarca

## Estadísticas

### Clubes
Actualizado al último partido disputado el 7 de octubre de 2022.
| Club                               | Div.          | Temporada     | Liga  | Liga  | Copas nacionales | Copas nacionales | Copas internacionales | Copas internacionales | Total | Total |
| Club                               | Div.          | Temporada     | Part. | Goles | Part.            | Goles            | Part.                 | Goles                 | Part. | Goles |
| ---------------------------------- | ------------- | ------------- | ----- | ----- | ---------------- | ---------------- | --------------------- | --------------------- | ----- | ----- |
| FC Dordrecht · Países Bajos        | 2.ª           | 2015-16       | 30    | 0     | 2                | 1                | ―                     | ―                     | 32    | 1     |
| FC Dordrecht · Países Bajos        | 2.ª           | 2016-17       | 21    | 4     | 1                | 0                | ―                     | ―                     | 22    | 4     |
| FC Dordrecht · Países Bajos        | Total club    | Total club    | 51    | 4     | 3                | 1                | 0                     | 0                     | 54    | 5     |
| FC Emmen · Países Bajos            | 2.ª           | 2017-18       | 33    | 1     | 1                | 0                | ―                     | ―                     | 34    | 1     |
| FC Emmen · Países Bajos            | 1.ª           | 2018-19       | 31    | 2     | 1                | 0                | ―                     | ―                     | 32    | 2     |
| FC Emmen · Países Bajos            | 1.ª           | 2019-20       | 24    | 0     | 1                | 1                | ―                     | ―                     | 25    | 1     |
| FC Emmen · Países Bajos            | 1.ª           | 2020-21       | 11    | 0     | 2                | 0                | ―                     | ―                     | 13    | 0     |
| FC Emmen · Países Bajos            | Total club    | Total club    | 99    | 3     | 5                | 1                | 0                     | 0                     | 104   | 4     |
| Atlético Nacional · Colombia       | 1.ª           | 2019-20       | 0     | 0     | 1                | 0                | 0                     | 0                     | 1     | 0     |
| Atlético Nacional · Colombia       | 1.ª           | 2020-21       | 8     | 1     | 0                | 0                | 2                     | 0                     | 10    | 1     |
| Atlético Nacional · Colombia       | Total club    | Total club    | 8     | 1     | 1                | 0                | 2                     | 0                     | 11    | 1     |
| Excelsior Rotterdam · Países Bajos | 2.ª           | 2021-22       | 32    | 1     | 2                | 0                | ―                     | ―                     | 34    | 1     |
| Excelsior Rotterdam · Países Bajos | Total club    | Total club    | 32    | 1     | 2                | 0                | 0                     | 0                     | 34    | 1     |
| Helmond Sport · Países Bajos       | 2.ª           | 2022-23       | 6     | 0     | 0                | 0                | ―                     | ―                     | 6     | 0     |
| Helmond Sport · Países Bajos       | Total club    | Total club    | 6     | 0     | 0                | 0                | 0                     | 0                     | 6     | 0     |
| Total carrera                      | Total carrera | Total carrera | 196   | 9     | 11               | 2                | 2                     | 0                     | 209   | 11    |